# Zeihen
Zeihen (toponimo tedesco) è un comune svizzero di 1 170 abitanti del Canton Argovia, nel distretto di Laufenburg.

## Storia
Il comune di Zeihen è stato istituito nel 1852 con la fusione del comune soppresso di Niederzeihen e della località di Oberzeihen, fino ad allora frazione del comune di Herznach.

## Monumenti e luoghi d'interesse

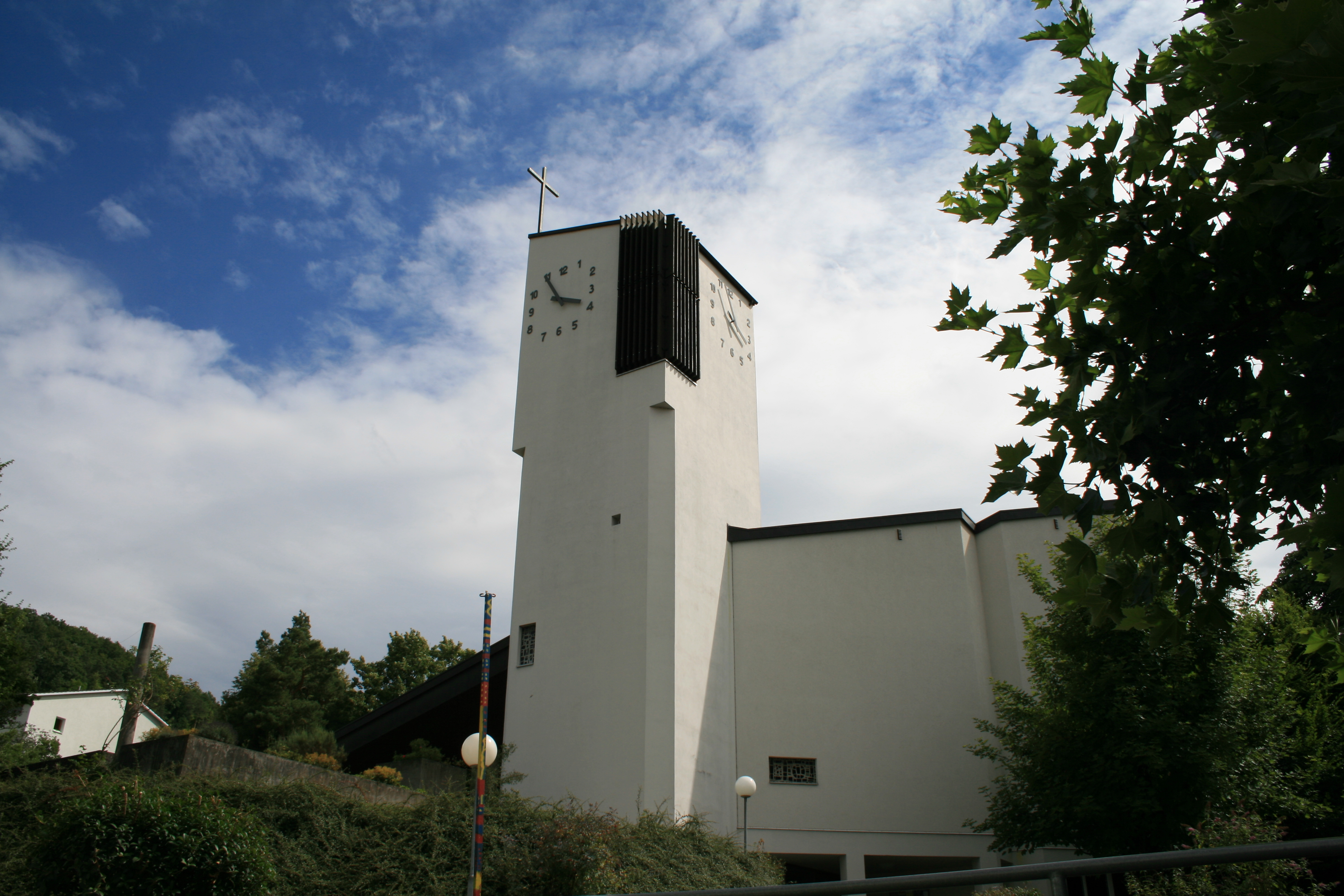
La chiesa cattolica di San Carlo Borromeo

- Chiesa cattolica di San Carlo Borromeo, eretta nel 1821-1828 e ricostruita nel 1966[1].

## Società

### Evoluzione demografica
L'evoluzione demografica è riportata nella seguente tabella:
Abitanti censiti